# Daniel Carriço
Daniel Filipe Martins Carriço (Cascais, 4 d'agost de 1988) és un futbolista professional portuguès que juga com a defensa central pel Wuhan Zall F.C..
Ha jugat la major part de la seva carrera professional amb l'Sporting, amb el qual va disputar 154 partits oficials durant quatre temporades i mitja, amb cinc gols marcats. El 2013 va fitxar pel Sevilla FC, amb el qual ha guanyat l'Europa League tres cops.
El maig de 2016 va disputar com a titular el partit que va fer que el Sevilla guanyés la seva cinquena Lliga Europa, tercera consecutiva, a Sankt Jakob-Park, contra el Liverpool FC (3 a 1 pels sevillistes).
Carriço ha disputat més de 70 partits amb la selecció portuguesa, en totes les categories, incloses 16 aparicions i quatre gols amb la selecció sub-21. El 2015 va debutar amb la selecció absoluta.